# Cornelis Gerrit Bijleveld
Cornelis Gerrit Bijleveld (Veere, 18 september 1765 – Middelburg, 2 juni 1849) was een Nederlands politicus, burgemeester en Grootmeester van de Orde van Vrijmetselaren onder het Grootoosten der Nederlanden.
Bijleveld studeerde Romeins en hedendaags recht aan de hogeschool te Utrecht gestudeerd en is gepromoveerd op stellingen.
Na de omwenteling van 1795 werd Bijleveld voor Zeeland afgevaardigd naar de statenvergadering. Van 1795 tot 1797 was hij pensionaris van Veere. In 1797 werd hij aangesteld als lid van het departement van financiën. Tussen januari 1798 - na de staatsgreep in de Tweede Nationale Vergadering - en juni van dat jaar zat hij in de gevangenis omdat hij bekendstond als federalist, tegenstander van de unitarissen. Na de omwenteling van 12 juni 1798 werd hij weer bevrijd. Van 1 oktober 1803 tot 29 april 1805 was hij lid van het Staatsbewind van het Bataafs Gemenebest.
Bijleveld vervulde vanaf 1810 de functie van maire van Middelburg. Vanaf 1814 werd deze functie burgemeester genoemd. Hij vervulde het burgemeesterschap van Middelburg tot 1838. In 1815 was hij buitengewoon lid van de dubbele Staten-Generaal der Verenigde Nederlanden (8 - 19 augustus 1815) voor de goedkeuring van de grondwet van 1815. Tussen 1815 en 1835 was hij lid van de Tweede Kamer der Staten-Generaal. In 1835 werd hij als regeringsgezinde conservatief door Koning Willem I benoemd als lid van de Eerste Kamer der Staten-Generaal.
Cornelis Bijleveld trouwde met Cornelia Christoffelina Anna van Goethem. Ze kregen twee kinderen. Hun oudste zoon Jean François werd eveneens burgemeester van Middelburg en hun jongste zoon François Pierre werd burgemeester van Nijmegen.
- Biografisch Portaal: 18136831
- International Standard Name Identifier: 0000 0003 9431 7350
- Nederlandse Thesaurus van Auteursnamen: 230235441
- Parlement.com: vg09lls7xmze
- Virtual International Authority File: 288831803
- WorldCat: E39PBJtCCTFXgqvM7p74mYQ6rq